# 보수파 유대교

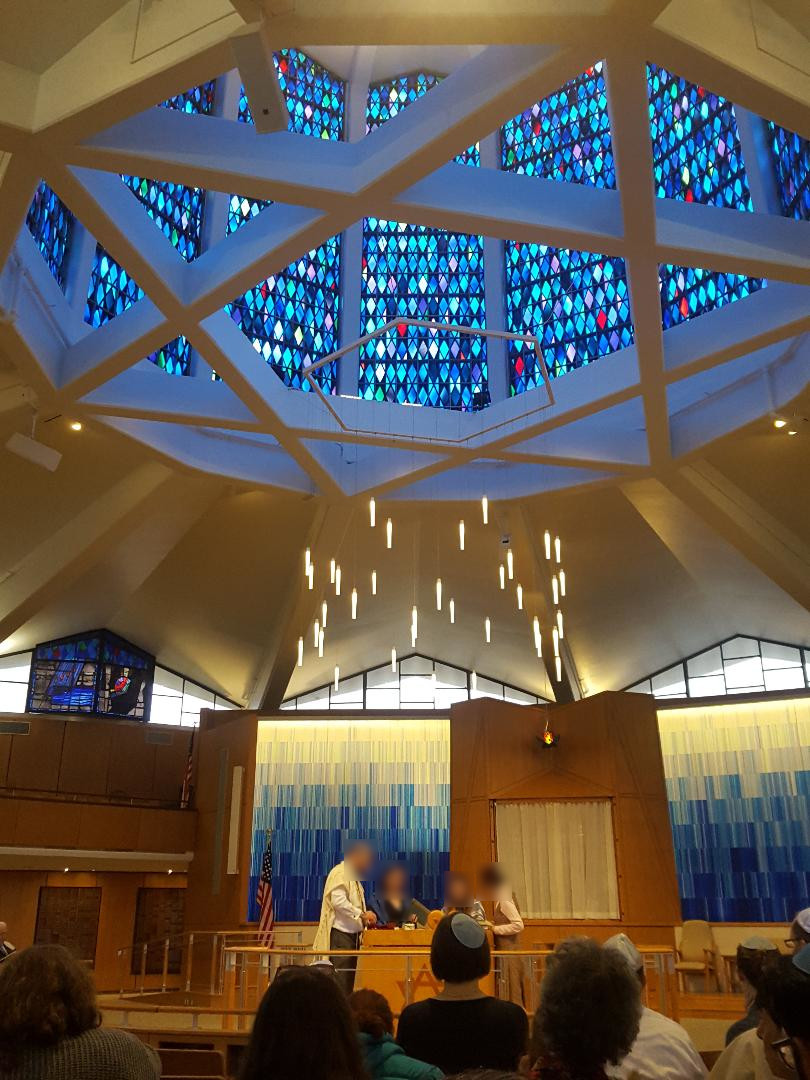
미국 펜실베이니아주 메리온역 유대교 회당 아다스 이스라엘의 아침 예배

보수파 유대교(히브리어: יהדות קונסרבטיבית, 영어: Conservative Judaism)는 마소르티 유대교(히브리어: יהדות מסורתית, 영어: Masorti Judaism)라고도 불리며 유대인의 법과 전통의 권위를 신의 계시가 아닌 여러 세대에 걸쳐 주로 국민의 동의에서 비롯된 것으로 간주하는 유대인 종교 운동이다. 따라서 유대교 법, 즉 할라카는 구속력이 있는 존재이자 역사적 발전의 대상으로 간주한다. 보수적인 랍비는 전통적인 방법과 출처가 아닌 현대 역사비평 연구를 채택하고 있으며, 실천 문제에 대한 입장을 결정할 때 그 선거구에 큰 비중을 두고 있다. 이 운동은 할라카 담론의 접근 방식을 진정하고 가장 적절한 연속으로 간주하여 수용된 형태에 대한 충성심과 해석의 유연성을 모두 유지한다. 또한 신앙 문제에 대한 합의가 부족하고 대규모 다원주의를 허용하는 엄격한 신학적 정의를 회피한다.

## 신학

### 신 및 종말론
보수파 유대교는 대체로 개인 신에 대한 신증주의적 개념을 지지한다. 에멧 베에무나는 "우리는 우주의 창조주이자 총독으로서 하나님에 대한 우리의 믿음을 확인합니다. 그의 힘은 세상을 존재로 만들었고, 그의 지혜와 선함은 그 운명을 인도합니다."라고 말했다. 동시에 강령은 그의 본성이 "유혹적"이며 많은 신념 옵션의 대상이 된다고 언급했다. 일상 세계와 분리할 수 없는 것으로 간주되는 신성에 대한 자연주의적 개념은 한때 운동 내에서 중요한 위치를 차지했으며, 특히 모데카이 카플란으로 대표된다. 카플란의 재건주의가 독립운동으로 완전히 통합된 후 이러한 견해는 소외되었다.
다른 계율에 대해서도 마찬가지로 결정적이지 않은 입장이 표명된다. 대부분의 신학자들은 영혼의 불멸성을 고수하지만, 죽은 자의 부활에 대한 언급은 유지되지만 기도문의 영어 번역은 이 문제를 모호하게 만든다. 에메트에서는 죽음은 인격의 종말과 다름없다고 말했다. 메시아적 이상과 관련하여 이 운동은 희생제물 복원에 대한 대부분의 청원을 과거 시제로 재구현하여 동물 공물의 갱신을 거부했지만, 시온으로의 귀환과 심지어 새로운 성전에 대해서는 반대하지 않았다. 1988년 강령은 "일부"는 고전 종말론을 믿지만 이 문제에 대한 독단주의는 "철학적으로 정당하지 않다"고 발표했다. 이스라엘의 선출과 이에 대한 하나님의 언약에 대한 개념도 기본적으로 유지되었다.

### 계시
계시에 대한 보수적인 개념은 광범위한 스펙트럼을 포함한다. 제카리아스 프랭클은 비판적 과학적 방법을 적용하여 미슈나에 대한 현대 연구를 개척하면서 구술 토라의 발전 단계를 분석했다. 그는 시성화된 현자들을 시나이산의 모세에게 주어진 법 체계 전체에 대한 설명자와 해석자로서뿐만 아니라 정전에 자신만의 독창적인 기여를 추가한 혁신가로 간주했다. 그러나 그는 또한 오순절에 대한 이러한 규율을 적극적으로 거부하면서 인간의 손이 닿지 않는 곳에 전적으로 천상적인 기원을 가지고 있다고 주장했다. 프랭클은 자신의 신념을 해명하지 않았으며, 그의 사상에서 인간과 신 사이의 정확한 상관관계는 여전히 학술적 논쟁의 대상이다. 구술법에 대한 진화론적 이해를 수용하면서도 역사비평에 대한 유사한 부정적 접근 방식은 랍비 알렉산더 코후트, 솔로몬 셰흐터, 미국 보수적 유대교의 초기 세대라고 정의했다. 1920년대 미국 유대신학교(JTS) 교수진이 성경 비판을 수용하기 시작했을 때 시나이에서 구두로 계시가 일어났지만 텍스트 자체는 후기 저자들에 의해 구성되었다. 엘리엇 N. 도르프에 의해 구시대의 비교적 온건한 변증법으로 분류된 후자는 여전히 소수의 전통주의 우파 보수적 랍비들의 지지를 받고 있지만, 고위 경영진 사이에서는 소외되어 있다.